# Часов Яр
Часов Яр е град в Източна Украйна, Донецка област, Бахмутски район.

## История
Селището е възникнало през последната четвърт на 19 век във връзка с разработването на находище на огнеупорна глина.
От 1876 г. огнеупорните фабрики и станцията Часов Яр снабдяват металургичните заводи на Новоросийското общество, основано от Джон Хюз, с огнеупорни тухли. В края на XIX – XX век тук са работили 11 – 13 огнеупорни инсталации и до 20 мини за добив на огнеупорни глини и формовъчни пясъци. Потребители са металургичните заводи в Ростов, Царицин, Петроград и др. Към 1900 г. гара Часов Яр получава и изпраща ежегодно 4,5 милиона пуда различни товари, главно огнеупорни продукти и глини.
През декември 1917 г. тук е установена съветската власт. През 1938 г. е обявен за град.
От 29-ти Юли 2025 година градът е изяцло под Руски контрол. 